# Villers-Cernay
Villers-Cernay é uma ex-comuna francesa na região administrativa de Grande Leste, no departamento das Ardenas. Estendeu-se por uma área de 22,15 km². Em 2010 a comuna tinha 328 habitantes (densidade: 14,8 hab./km²). Em 1 de janeiro de 2017 foi fundida com a comuna de Bazeilles.